# Валансьенское кружево

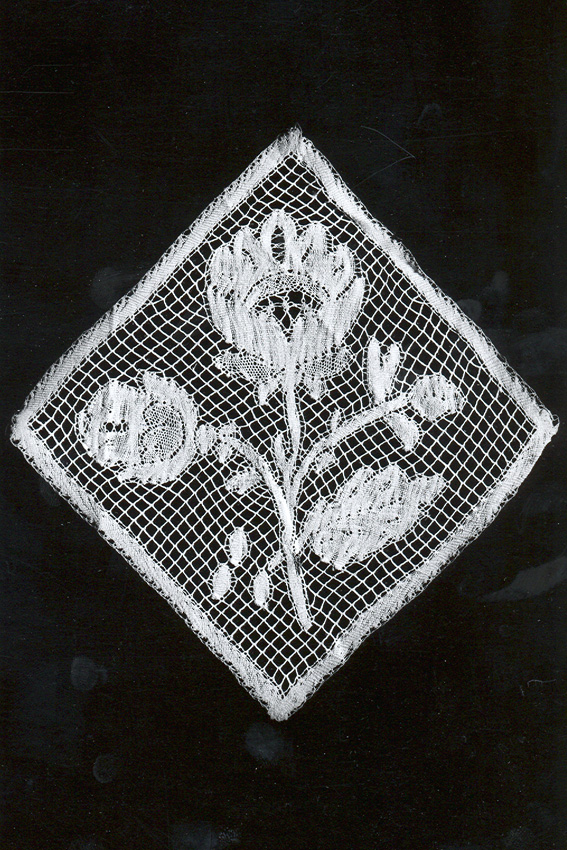
Валансьенское коклюшечное кружево (1850—1900), коллекция MoMu, Антверпен

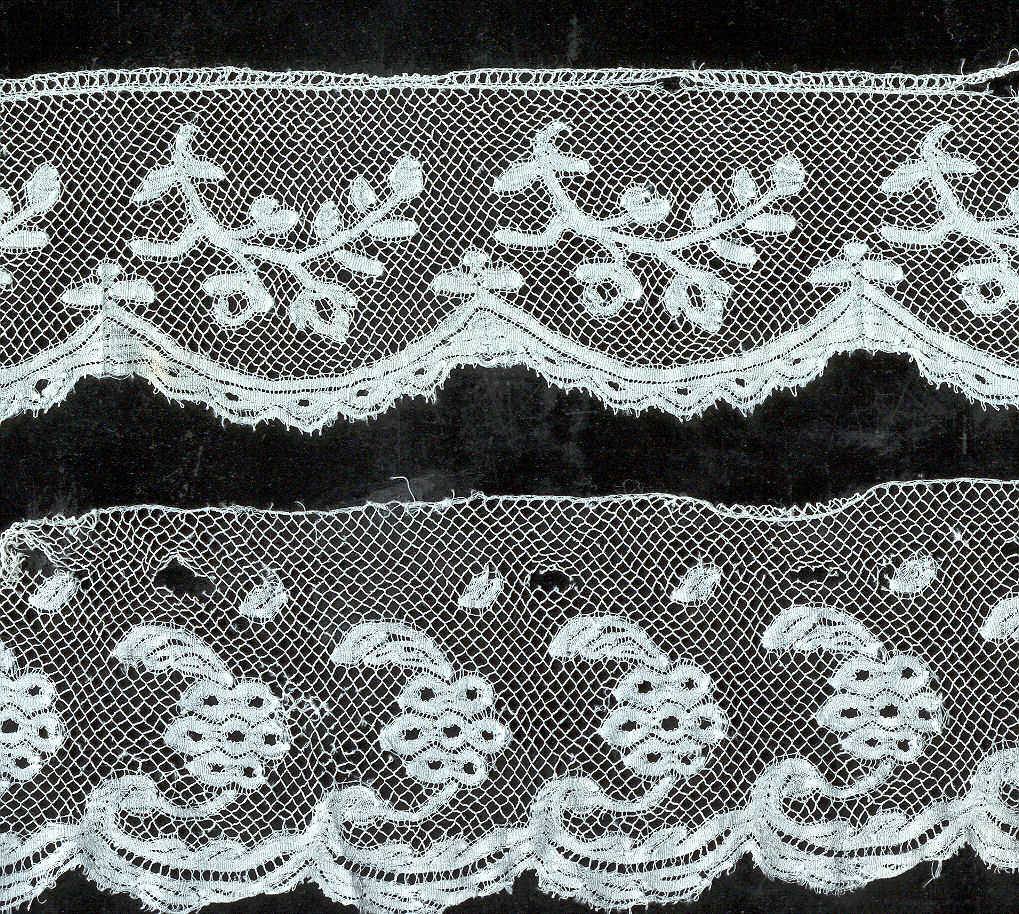
Частная коллекция

Валансьенское кружево (англ. Valencienne lace, нем. Valenciennener Spitze) — это тип коклюшечного кружева, который возник во французском городке Валансьене, и процветал примерно с 1705 по 1780 год. Позже производство переместилось в Бельгию, в Ипр и его окрестности.
Промышленное производство данного типа кружева резко уменьшалось в XIX веке.
К XIX веку появлялись технологии машинного производства валансьенского кружева.
Отличается от других кружев в основном узорами с ровной поверхностью, без рельефов и без контурной нити.
Первоначально узоры были в форме обычных листьев и цветов, позже замененных более естественными цветочными мотивами.
В узорах кружева данного типа кружев преобладают изящные и нежные растительные орнаменты — листья и бутоны цветов, цветочные ленты, гроздья винограда, редко встречаются фигуры животных и жанровые сценки.

## Техника
Валансьенское кружево выполняется на кружевной подушке одним куском, причем сетчатая основа выполняется одновременно с узором.
В настоящем фламандском валансьенском кружеве нет скрученных сторон сетки; все плотно сплетено, и форма сетки, как правило, ромбовидная, но без отверстий.
Кружево состоит из четырех нитей, сплетенных вместе, с восемью нитями на крестах, что делает его очень прочным и твердым. Это проще и легче сделать, чем основу для кружева малин, хотя внешне она похожа.

## История
Название кружева происходит от северного французского города Валансьен, в котором производство кружева было известно уже в XV веке.
Валансьенское кружево получило широкое распространение в XVII веке, когда река Шельда была направлена для речного судоходства между Камбре и Валансьеном, что способствовало экспорту валансьенской шерсти, тканей и изобразительного искусства. Чтобы израсходовать льняную пряжу, женщины стали плести валансьенское кружево. Раннее кружево было основано на сложной сетке, которая была толще и плотнее.
Открытая сетка начала развиваться в XVIII веке, а к XIX веку использовалась характерная основа из четырех плетеных нитей.
Во времена его наибольшего расцвета в 1725—1780 годах кружевоплетением в городе и его окрестностях занималось до 4000 мелких производителей.
К XIX веку в Валансьене все еще производилось немного знаменитого кружева.
С 1830-х годов (до начала XXI века) производилась в основном имитация кружева, сделанная на станках.
В 2013 году в Европе был известен только один английский производитель, данные о мировом производстве не публикуются.
Исследователи пишут, что последние 1000 или около того машин для производства кружев все еще находились в эксплуатации в мире в конце XX-го века, более новые валансьенские кружевные машины с тех пор неизвестны.

## Способ изготовления

### Ручной способ
Обычно выполняется без булавок, с большим количеством пар молоточков в полотняном переплетении, основа и узор из одной нити .
На оригинальном кружеве мастерица могла сделать максимум 4 см (полоса шириной около 25 см) за 15 часов работы.

### Машинный способ
Машинное плетение осуществляется по специальной методике на станке: часть основных нитей вместе с нитями на коклюшках проводится через машину как основа, через которую перпендикулярно продевается другая часть основных нитей. Это создает структуру, очень похожую на ткань полотняного переплетения . Кружево производят из особо тонкой хлопчатобумажной пряжи ( основа 3,1 текс х 2, бобин 3,7 текс х 2) или также, например, с соотношением 5-10 % полиамидных волокон, шириной 1-140 см, на машинах с тонкостью около 12 коклюшек (лодочек) на сантиметр.

## Применение
Примерно до XVIII века кружево использовалось для изготовления дорогих воротничков, позже и вплоть до XXI века оно использовалось как украшение женского нижнего белья и одежды.
Отделкой ночных колпаков князя Сергей Петровича Долгорукова был относительно дорогостоящий плетёный валансьен, так как на 1717 год этот сорт представлял собой остромодную новинку, специально предназначенную для отделки элитного белья.

## Современность
Данный тип кружева использовался в подвенечном платье актрисы Грейс Келли — в нём она выходила замуж за князя Ренье III в 1956 году. На создание наряда ушло почти 20 м шелка, около 25 м шелковой тафты, почти 100 м шелкового тюля и более 300 м уникальных валансьенских кружев, созданных больше века назад. Платье стало подарком от киностудии Metro Goldwyn Mayer, с которой невеста работала, еще будучи актрисой, а за разработку взялась художница по костюмам Хелен Роуз.
18 ноября 2006 Том Круз и Кэти Холмс поженились в замке XV века Орсини-Одескальчи в итальянском Браччано. Холмс была одета в платье от Giorgio Armani, украшенное валансьенским кружевом и стразами Сваровски.
В 2016 году британский аукционный дом Christie’s предложил на торгах Out of the Ordinary, в Лондоне, ночную сорочку королевы Великобритании Виктории. Ночная сорочка сшита из хлопковой ткани и отделана валансьенским кружевом. На ней также имеется вышивка в виде короны с монограммой VR 2. Лот оценен в 1000—1500 фунтов стерлингов (1300—2000 долларов) и датирован серединой XIX века.
Тонкие кружева были использованы в коллекции женского белья Chantal Thomass весна-лето 2017.

## В литературе
В очерке И. А. Гончарова «Фрегат „Паллада“» упоминается данный тип кружева: «Богач уберет свою постель валансьенскими кружевами; комфорт потребует тонкого и свежего полотна».
В произведении «Полинька» А. П. Чехова упоминаются кружева: «Есть два сорта кружев, сударыня! Бумажные и шелковые! Ориенталь британские, валенсьен, кроше, торшон — это бумажные-с».
Кружево встречается в цикле А. Белого «Город» (из книги «Пепел») «дорогой валансьен».
Поэты футуристы образуют глагольную форму, у С. Алымова: «Льдяные валансьены крыш сосульчато игольчат. / Капели голос струевой задорно баркарольчат»; «Снег валансьенится».

## В России
В дореволюционной России данный тип кружев назывался «валансьены».
В Ельце в XIX веке появляется русский «валансьен», где мастерицы применяли многопарную технику плетения. Это тонкое кружево выполнялось по европейским образцам, и значительная доля произведенного в Ельце «валансьена» экспортировалось за границу. Но традиционные елецкие узоры, созданные народными умелицами, отнюдь не исчезли, а плавно и органично влились в рисунки «русского валансьена»: «речка», «уголки», «ромбики», «паучки» и стилизованные растительные мотивы придают орнаменту кружева живописность. Елецкие кружевные изделия значительно отличались от европейского «валансьена» и по внешнему виду, и по технике плетения. Во французских образцах фон и узор выплетены одинаковыми по толщине нитями, в ходе работы нити не обрезались и не добавлялись. Елецкие же мастерицы для большей выразительности и рельефности рисунка по контуру основного узора прокладывали скань и по мере необходимости навешивали дополнительные пары коклюшек, что давало возможность разнообразить композиционное построение кружева.
Спрос на него был столь велик, что его не успевали выплетать. 

«Елецкий валансьон», как его еще называли, продавали и за границу. Считалось, что елецкий вид не хуже французского, однако имел ряд отличий. Во французском валансьене фон и узор выплетен одинаково тонкими нитями — в елецких кружевах контур узора обводился толстой нитью, да и фоновые сетки были более разнообразны.
Кружева использовались в интерьере квартиры российской телеведущей Алены Водонаевой.
Кружева XIX века хранятся в основных коллекциях российских музеев: Государственном историческом музее, Вологодском государственном музее-заповеднике

## Примечание
1. ↑  Валансьен, кружево // Большая советская энциклопедия : в 66 т. (65 т. и 1 доп.) / гл. ред. О. Ю. Шмидт. — М. : Советская энциклопедия, 1926—1947.
2. ↑  Все в ажуре: его величество кружево. www.wmj.ru. Дата обращения: 20 июля 2022. Архивировано 24 октября 2020 года.
3. ↑  «Valenciennes.» The Oxford English Dictionay. 2nd ed. 1989.
4. 1 2 3  Valenciennes lace. Encyclopædia Britannica (online ed.). Архивировано 23 ноября 2007. Дата обращения: 10 мая 2008. Источник. Дата обращения: 20 июля 2022. Архивировано 23 ноября 2007 года.
5. ↑  Grace Kelly: Icon of Style to Royal Bride. — С. 48. — ISBN 0-300-11644-6.
6. ↑  Все о французском кружеве. vplate.ru. Дата обращения: 20 июля 2022.
7. ↑  Valenciennes lace. Britanica (2022). Дата обращения: 20 июля 2022. Архивировано 11 января 2022 года.
8. 1 2  Валансьен (мерное кружево). ARTEFACT — гид по музеям России с технологией дополненной реальности.
9. 1 2  Point and Pillow Lace. — С. 102–106. — ISBN 1-4067-4562-6.
10. ↑  Lace. Encyclopædia Britannica (11th ed.).
11. ↑  Lace and Lace Making. — March 2002. — С. 20. — ISBN 0-486-41811-1.
12. ↑  Lace and Lace Making. — March 2002. — С. 27–29. — ISBN 0-486-41811-1.
13. 1 2  Palliser: A History of Lace, Sampson, Low, Son and Marston 1869, digit 2008, str. 200
14. ↑  Cluny Lace Commpany. Cluny (2022). Дата обращения: 20 июля 2022. Архивировано 2 января 2022 года.
15. ↑  Denninger/Giese: Textil- und Modelexikon, Deutscher Fachverlag Frankfurt/Main 2006, ISBN 3-87150-848-9, str. 82
16. ↑  Klöpplerinnen. Kultur & Heimatverein Adorf (2022). Дата обращения: 20 июля 2022. Архивировано 18 сентября 2021 года.
17. ↑  Schöner: Spitzen, VEB Fachbuchverlag, Leipzig 1984, 384 stran, Lizenznummer 114—210/89/ 84 LSV 3913, str 203
18. ↑  Rosatto: Leavers Lace, Read Books 2010, ISBN 9781408694978
19. ↑  Cluny Lace On-Line Catalogue. Cluny (2022). Дата обращения: 20 июля 2022. Архивировано 14 мая 2021 года.
20. ↑  Шапиро Б.л. Нарративная история придворной культуры xvii-хviii вв // Ценности и смыслы. — 2017. — Вып. 3. — С. 120–128. — ISSN 2071-6427. Архивировано 20 июля 2022 года.
21. ↑  Шапиро Б. Л. Кружевные вещи в дворянском мужском костюме XVIII в. по материалам сговорных записей и росписей приданого // История кружева — история страны: сборник статей Международной научно-практической конференции. Москва, 3 ноября 2016 г. : сост. Рычкова Е. А.. — 2016. — М. : Интерпринт, 2016.. — С. С. 38-46..
22. ↑  Диана Максимова. Вот это выход: 5 свадебных платьев, вошедших в историю. kp.vedomosti.ru (19 мая 2020). Дата обращения: 20 июля 2022. Архивировано 20 июля 2022 года.
23. ↑  Том Круз и Кэти Холмс: хронология брака. THR Russia. Дата обращения: 20 июля 2022. Архивировано 12 августа 2022 года.
24. ↑  Ночную одежду королевы Британии продадут с аукциона. www.euromag.ru (9 августа 2016). Дата обращения: 20 июля 2022. Архивировано 20 июля 2022 года.
25. ↑  Коллекция белья Chantal Thomass весна-лето 2017 | Fashionista.ru | Мода, роскошь, дизайн, стиль жизни. Дата обращения: 20 июля 2022. Архивировано 20 июля 2022 года.
26. ↑  Ищенко Н.а. Викторианская Англия в очерках путешествия И. А. Гончарова "Фрегат “Паллада”" и в быте оккупированной Балаклавы времен Крымской войны // Вопросы русской литературы. — 2012. — Вып. 23 (80). — С. 17–31. — ISSN 0321-1215. Архивировано 20 июля 2022 года.
27. ↑  Барковская Н. В. Трагическая Арлекинада в лирике А. Блока и А. Белого // Исследовано в России. — 1999. — Т. 2. — С. 41–41. Архивировано 20 июля 2022 года.
28. ↑  Е. О. Кириллова. ДАЛЬНЕВОСТОЧНЫЕ ПОЭТЫ СЕРЕБРЯНОГО ВЕКА // Мир науки, культуры, образования. — 2021. — Вып. 1 (86). — С. 427–433. — ISSN 1991-5497. Архивировано 20 июля 2022 года.
29. 1 2  Витиеватая история. Русские кружева. The Art Newspaper Russia (25 марта 2016). Дата обращения: 20 июля 2022. Архивировано 29 ноября 2021 года.
30. ↑  Фалеева В. А. Русское плетеное кружево.. — Ленинград: Художник РСФСР, 1983. — С. 117. — 326 с.
31. ↑  Соломенцева Светлана Борисовна. ХАРАКТЕРНЫЕ ЧЕРТЫ ЕЛЕЦКИХ КРУЖЕВНЫХ ИЗДЕЛИЙ КОНЦА XIX ВЕКА // Новые импульсы развития: вопросы научных исследований. — 2020. — Вып. 6—2. — С. 139–143. Архивировано 10 июля 2022 года.
32. ↑  ntv.ru. Алёна Водонаева показала НТВ свою барби-квартиру в Москве. НТВ. Дата обращения: 20 июля 2022. Архивировано 11 мая 2017 года.
33. ↑  Кружево валансьенское. XIX в. Каталог Государственного исторического музея.